# Insuficiència venosa crònica
La insuficiència venosa crònica (IVC) és una afecció mèdica en la qual la sang s'estanca en les venes, tensant les seves parets. La causa més freqüent de IVC és el reflux venós superficial, que és una malaltia tractable. Com que calen vàlvules venoses funcionals per proporcionar un retorn sanguini eficient dels membres inferiors, aquesta afecció sol afectar les cames. Si el deteriorament de la funció venosa causa símptomes importants, com inflor i formació d'úlceres, es coneix com a malaltia venosa crònica. De vegades s'anomena insuficiència venosa perifèrica crònica i no s'ha de confondre amb la síndrome postflebítica en què les venes profundes han estat danyades per una trombosi venosa profunda anterior.
La majoria dels casos d'ICV es poden millorar amb tractaments en el sistema venós superficial o amb stent del sistema profund. Per exemple, les varius ara es poden tractar mitjançant cirurgia endovenosa anestèsica local.
Les taxes d'ICV són més altes en dones que en homes. Altres factors de risc inclouen la genètica, el tabaquisme, l'obesitat, l'embaràs i la permanència de peu.

## Signes i símptomes
Els signes i símptomes d'IVC a la cama inclouen els següents:
- Varius
- Pruïja
- Hiperpigmentació
- Inflor crònica de cames i turmells
- Limfedema[6]

La IVC, pot causar a més:
- Úlceres venoses[7]
- Dermatitis d'estasi,[7] també conegut com a èczema varicós
- Dermatitis de contacte,[7] una barrera epidèrmica alterada a causa d'una insuficiència venosa, que fa que els pacients siguin més susceptibles que la població general a la sensibilització de contacte i la dermatitis posterior.
- Lipodermatoesclerosis,[7] una placa indurada al mal·lèol medial.
- Atròfia blanca,[7] un punt final d'una varietat d'afeccions que apareix com a plaques atròfiques de pell blanca d'ivori amb telangièctasis. Representa seqüeles tardanes de la lipodermatoesclerosi on la pell ha perdut el flux sanguini de nutrients.
- Malignitat,[7] la degeneració maligna és una complicació rara però important de la malaltia venosa, ja que els tumors que es desenvolupen en el context d'una úlcera solen ser més agressius.
- Dolor,[7] una característica de la malaltia venosa que sovint es passa per alt i sovint no es tracta.
- Ansietat[7]
- Depressió[7]
- Inflamació
- Cel·lulitis